# USS Boxer (LHD-4)
La USS Boxer (hull classification symbol LHD-4) è una portaelicotteri della Marina degli Stati Uniti appartenente alla classe Wasp.

## Storia
La USS Boxer è nota soprattutto per aver partecipato all'operazione di salvataggio di Richard Phillips, capitano della nave portacontainer MV Maersk Alabama, rapito da quattro pirati somali l'8 aprile 2009. Dopo che membri dell'equipaggio della nave catturata riuscirono a riconquistare la nave, i pirati si diedero alla fuga, prendendo in ostaggio Phillips a bordo di una scialuppa di salvataggio. La Boxer, al fianco della fregata USS Halyburton e del cacciatorpediniere USS Bainbridge, tentò di salvare l'ostaggio prima che la scialuppa raggiungesse la costa somala: il 12 aprile, dopo quattro giorni di negoziazioni, i cecchini appartenenti al DEVGRU dei Navy SEAL aprirono il fuoco sulla scialuppa uccidendo tre pirati e traendo in salvo il capitano Phillips. Abduwali Muse, il capo dei pirati, venne invece catturato sulla Bainbridge e condannato a 33 anni di carcere per pirateria.
La storia di questo dirottamento, avvenuto in 200 anni di storia navale, è stata documentata dal saggio del 2010 Il dovere di un capitano di Richard Phillips e dal film del 2013 Captain Phillips - Attacco in mare aperto, diretto da Paul Greengrass, con protagonista Tom Hanks nel ruolo di Phillips.